# Gundelieae
Gundelieae era una tribu, monogenérica y discutida, de plantas con flores perteneciente a la familia Asteraceae, subfamilia Cichorioideae. Estudios citológicos han conducido a incluir su único género, Gundelia, en la tribu Cichorieae, subtribu Scolyminae.

## Género
Gundelia L., Sp. Pl., 2: 814, 1753